# CNOOC 페트롤륨 노스 아메리카
CNOOC 페트롤륨 노스 아메리카(CNOOC Petroleum North America, 과거 명칭: 넥센, Nexen Inc.)은 캐나다의 천연가스 전문 기업이다. 2012년 넥센은 중화인민공화국 국영 석유 회사인 CNOOC의 인수됨을 발표하였다.